# Меч из Ютпхаса

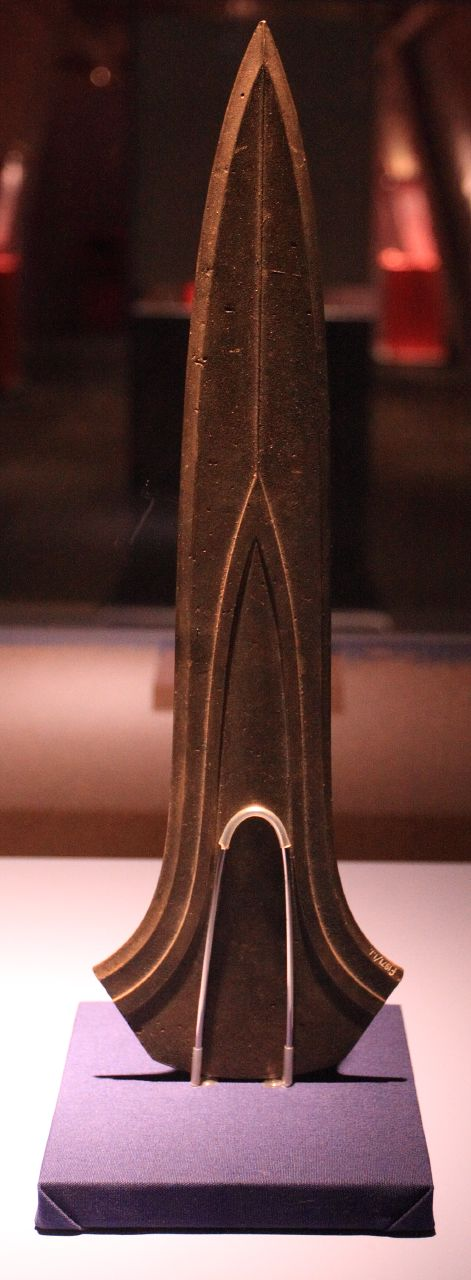
Меч из Ютпхаса

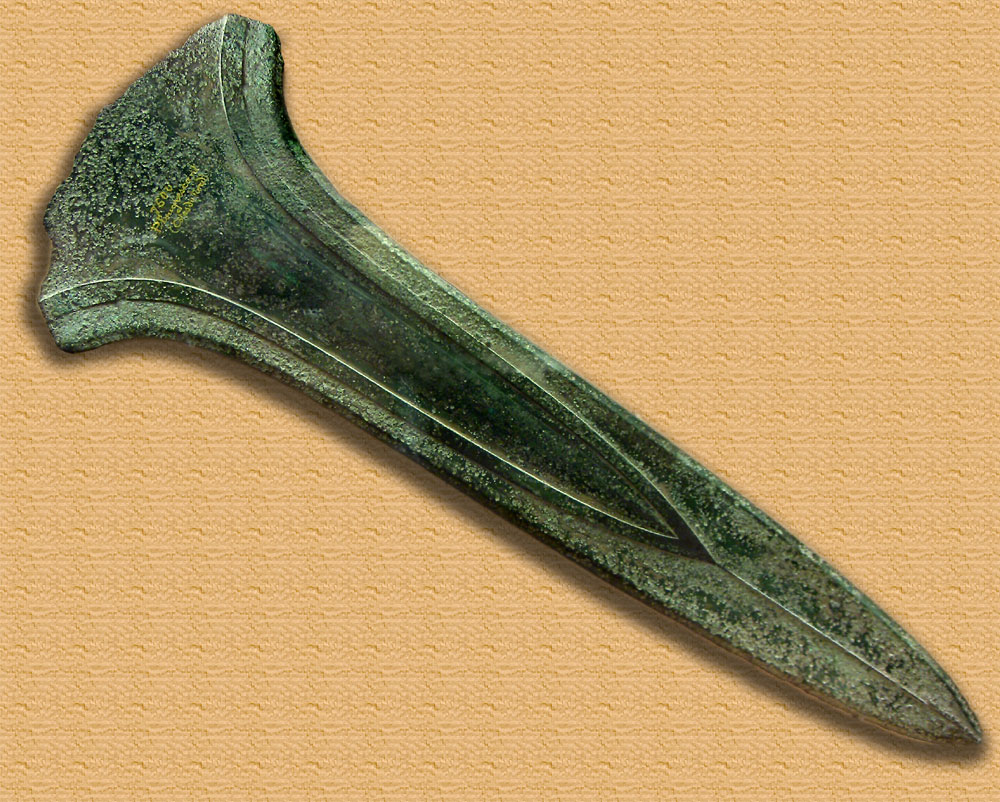
Один из 5 аналогичных мечей, найденных во Франции. Музей национальных древностей, Сен-Жермен-ан-Ле

Меч из Ютпхаса — бронзовый престижный объект, напоминающий по форме меч, длиной 42 см, искусной работы. Относится к хилверсюмской культуре, датируется около 1800—1500 гг. до н. э.
«Меч» был обнаружен около 1947 г. во время землечерпательных работ при постройке нового порта в округе Лисбосх на территории бывшей нидерландской общины Ютпхас близ Утрехта. В 2004 г. предмет приобрёл Государственный музей древностей в Лейдене, где он сейчас и выставлен.
Всего на территории Нидерландов, Франции и Англии к началу 21 в. обнаружено 5 подобных «мечей». Все они относятся к редкому типу Плугрескан-Оммерсханс (Plougrescant-Ommerschans), названному по местам первых находок. Оставшиеся два меча были найдены в г. Бон во Франции и у деревни Оксборо в Англии